# Monheim am Rhein
Pour les articles homonymes, voir Monheim.
Monheim am Rhein (« Monheim-sur-le-Rhin  ») est une ville de Rhénanie-du-Nord-Westphalie, située dans l'arrondissement de Mettmann. La ville est située entre Düsseldorf, Leverkusen et Cologne.

## Histoire
L'emplacement de Blee a été mentionné dès le Xe siècle en relation avec un Oberhof pour les fermes de Monheim, Richrath et Rheindorf.[10] La première mention documentée de Monheim remonte à 1157.[11] Pendant le règne du duché de Berg, le siège de l'administration de l'Amt de Monheim (de) de Berg était situé à Monheim.
Monheim a gagné la paix en 1390. Cela peut avoir eu lieu dans le conflit entre les archevêques de Cologne et les comtes de Berg en raison de l'emplacement stratégiquement important sur le Rhin. Dès 1275, Monheim reçoit une enceinte de la ville du comte Adolphe, en échange de la fortification de Worringen par l'archevêque. À peine quatre ans plus tard, le comte Adolphe dut à nouveau démolir les fortifications, et ce n'est qu'en 1415 que Monheim reçut de nouvelles fortifications, qui ne durent que deux ans. La dernière construction de fortification remonte à 1423, dont la Schelmenturm est encore préservée aujourd'hui.
En 1806, l'Amt de Monheim fut dissous après que Napoléon Ier eut fondé la confédération du Rhin. Le Grand-Duché de Berg a été nouvellement fondé, où une commune de Monheim avec Baumberg, Hitdorf et Rheindorf a été établie. La mairie de Monheim a continué d'exister lorsque, après le Congrès de Vienne en 1815, la province du Rhin a été attribuée à la Prusse.[12] De 1904 à 1908, le chemin de fer sans voie ferrée Monheim-Langenfeld a fonctionné entre la ville et celle voisine de Langenfeld, suivi d'un petit chemin de fer sur rails à écartement standard de 1908 à 1963. En 1929, Monheim appartenait au district Rhein-Wupper nouvellement fondé. En 1951, Monheim et Baumberg ont fusionné en une seule commune ; En 1960, Hitdorf a rejoint celle-ci, qui avait ses propres droits de ville depuis 1857.[12]
Monheim a également le statut de ville depuis 1960.
Le 1er janvier 1975, la ville de Monheim a été incorporée à Düsseldorf dans le cadre de la réforme municipale à l'échelle de l'État,[13] par laquelle le district de Hitdorf a été séparé et incorporé à la ville de Leverkusen.[13][14] Il est devenu brièvement une frontière commune entre les villes voisines et rivales de Cologne et de Düsseldorf. Après un procès réussi devant la Cour constitutionnelle de l'État de Münster, la ville est redevenue indépendante le 1er juillet 1976.[15] Cependant, l'ancien quartier de Hitdorf est resté avec Leverkusen.[16]
Le nom officiel de la ville est Monheim am Rhein depuis le 15 octobre 1993.[12]

## Lieux d'intérêt

### Schelmenturm
Le Schelmenturm de 26 mètres de haut est l'emblème de Monheim. Elle a été construite vers 1425 et était la porte orientale de la ville des anciennes fortifications des comtes de Berg. Aux XVIe et XVIIe siècles, elle servait de prison municipale. La tour a été rénovée en 1972 et est depuis utilisée comme lieu de rencontre culturel. Des concerts sont joués et des expositions d'œuvres d'art sont tenues, le bureau d'enregistrement organise également des mariages en ce lieu.

## Jumelages
- Wiener Neustadt (Autriche)
- Tirat-Carmel (Israël)
- Delitzsch (Allemagne)
- Bourg-la-Reine (France)
- Malbork (Pologne)

## Galerie

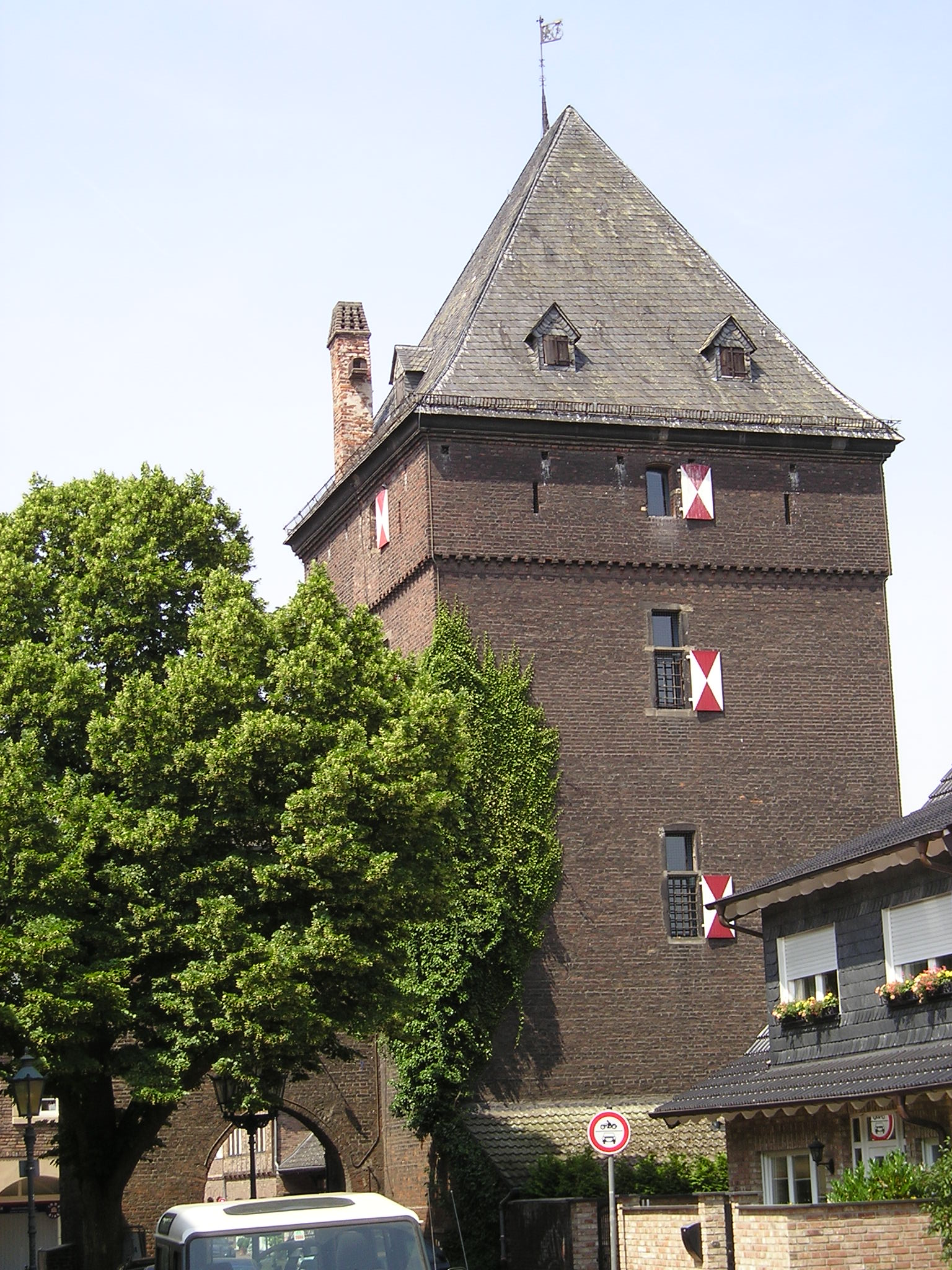
Schelmenturm, en français la « tour du malicieux ou du farceur »
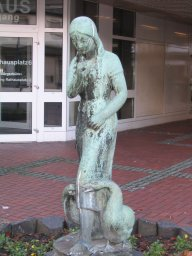
La fontaine de la Gänseliesel, en français « Lison aux Oies »
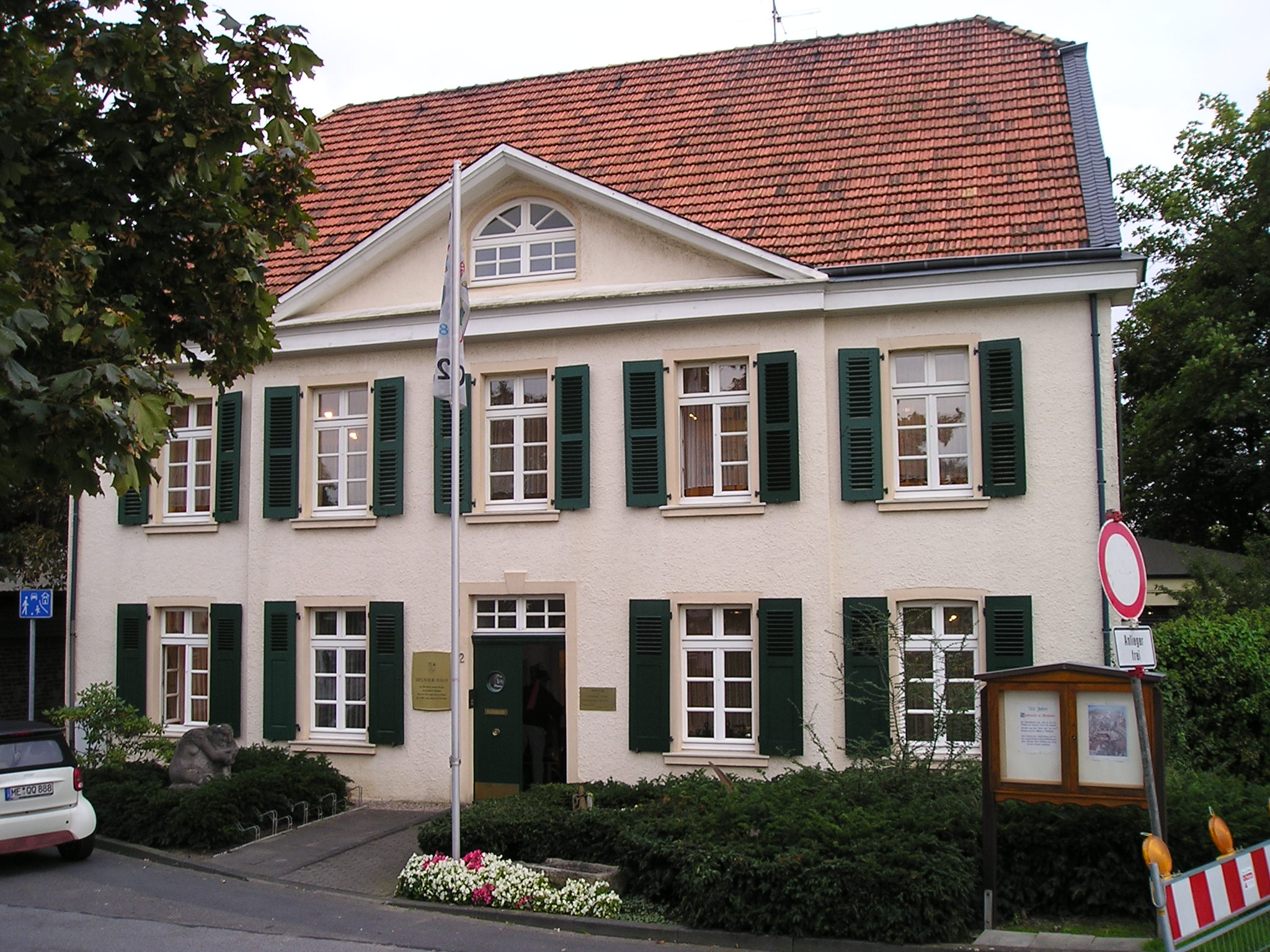
la maision Deusser